# Igreja Católica no Togo
A Igreja Católica no Togo é parte da Igreja Católica universal, em comunhão com a liderança espiritual do Papa, em Roma, e da Santa Sé. A liberdade religiosa em geral é respeitada pelas autoridades do país. O norte do país tem maior presença islâmica e o sul é predominantemente cristão. Catolicismo, islamismo e protestantismo são religiões oficialmente reconhecidas pelo governo, enquanto outras denominações são obrigadas a registrar-se junto às autoridades.

## História
A primeira missão católica a chegar em Togo foram os padres da Sociedade das Missões Africanas (SMA), vindos do Daomé (atual Benim), em 1863. À época, eles visitaram as aldeias costeiras. Dois padres se estabeleceram a 167 km de Atakpamé, no interior, em 1886, mas sua missão foi abandonada após um ano, depois que os dois serem envenenados duas vezes, um deles fatalmente. Em 1892, o território foi separado do Vicariato Apostólico do Daomé, tornando-se uma prefeitura apostólica, confiada aos Missionários do Verbo Divino (MVD), que em 1914 enviou para lá 76 padres e 33 irmãos, quase todo naturais alemães. O Togo tinha 19.740 católicos quando foi elevado a vicariato apostólico, também em 1914. Após a derrota alemã na Primeira Guerra Mundial, os MVD foram deportados, juntamente com as Irmãs Missionárias do Espírito Santo, que enviaram gradualmente 51 freiras para o Togo a partir de 1897. Missionários da SMA novamente assumiram o comando. Em 1922, o primeiro sacerdote nativo foi ordenado sacerdote. Após a Segunda Guerra Mundial, quando a região se tornou uma possessão francesa, os franciscanos, beneditinos e muitas outas congregações religiosas de homens e mulheres se instalaram na missão. A hierarquia foi estabelecida em 1955, com Lomé como sé metropolitana.
Durante a visita ad limina dos bispos togoleses ao Papa São João Paulo II, em 1999, o Pontífice comentou o aumento da taxa de divórcios no país e observou que tais "situações conjugais irregulares ... não permitem que as pessoas recebam os sacramentos".

## Atualmente
A religião tradicional africana é a mais popular no Togo, e é chamada vodu, visto que aproximadamente um terço dos habitantes do país adere à esta prática. Mesmo a maioria dos cristãos e muçulmanos misturam suas crenças ao vodu. Em partes remotas do país, ocorre violenta oposição de líderes tribais a  cristãos que se opõem publicamente ao vodu, incluindo tentativas de impedir que as pessoas se convertam ao cristianismo. Ainda com a existência dessa oposição, houve um rápido aumento de convertidos das religiões tradicionais africanas para o cristianismo. Muitos católicos togoleses participam da Missa, e mantêm sua fé tribal tradicional, uma situação que a Igreja considerava preocupante, devido à incompatibilidade entre as duas crenças.
Togo é um dos poucos países da África Ocidental onde se veem esforços significativos no combate ao terrorismo. O país é alvo de atuação do grupo Boko Haram. Apesar de não haver muitas conversões de muçulmanos para o cristianismo, os que o fazem acabam sendo alvos de pressão da família e da sociedade.
Em 2000, havia 121 paróquias no Togo atendidas por 234 padres diocesanos e 109 padres religiosos. Outros religiosos incluíram aproximadamente 175 irmãos e 590 irmãs, que ajudavam a administrar as 454 escolas primárias e 38 secundárias do país. Em 2005, o número de paróquias já havia aumentado para 154, e 300 padres diocesanos. Em um esforço para estabelecer credibilidade com o povo togolês, o governo militar nomeou o arcebispo de Lomé, Philippe Kpodzro, como presidente da assembleia legislativa que redigiu a nova constituição do Togo, a qual garantiu a liberdade religiosa e não estabeleceu nenhuma religião estatal. Ele acabou por ser retirado de sua função. Mais recentemente, os líderes da Igreja se abstiveram de fazer sermões com declarações políticas e também recusaram o convite do presidente para participar do festival ecumênico do Dia da Libertação Nacional, comemorando a instalação do governo em 1967.
Após as eleições presidenciais de 2005, quando foi dada a vitória a Faure Gnassingbé, filho do ex-presidente Gnassingbé Eyadema, a Igreja Católica denunciou estar sendo intimidada por representantes do governo, que a acusaram de "estar demasiado próxima dos pedidos e das posições das forças opositoras". O então núncio apostólico no país, Dom Pierre Nguyen Van Tot, referiu que “muitos sacerdotes, religiosos e religiosas tiveram de abandonar Lomé e outros centros urbanos".
Em 2009 todas as escolas administradas pela Igreja Católica togolesa incluíram o ensino sobre o vírus HIV e a AIDS , num projeto apoiado pelo Programa das Nações Unidas para o Desenvolvimento. Os professores das escolas católicas secundárias das sete dioceses do país receberam formação sobre o tema, em oficinas pedagógicas realizadas na capital Lomé. O projeto teve como objetivo a conscientização quanto às formas de disseminação do HIV e suas prevenções.
Em 2019, a Igreja Católica do Togo foi acusada pelo governo de "financiamentos de origem duvidosa". Os bispos togoleses negaram a acusação nas atividades da Comissão local de Justiça e Paz. Segundo fontes, essa foi uma estratégia do governo para recusar o credenciamento da Ação Cristã pela Abolição da Tortura e Pena de Morte, para o envio de observadores para as eleições parlamentares de 2018. Diversos setores da sociedade vinham pedindo o adiamento da votação, por acusações de irregularidades. Isso foi discutido na 122ª sessão plenária da Conferência Episcopal Togolesa, realizada em Daluag. Além disso outras pautas importantes foram as discussões sobre as eleições presidenciais de 2020, o abuso sexual de menores por membros da igreja e o apoio financeiro a três seminários em crise, por meio de subsídios da Santa Sé e de ajuda das paróquias.
O relatório de liberdade religiosa da Fundação ACN não detectou graves violações à liberdade religiosa ou hostilidades contra a Igreja Católica togolesa.

## Organização territorial
O catolicismo está presente no país com uma arquidiocese e seis dioceses de rito romano, todas estão listadas abaixo:
| Circunscrições eclesiásticas católicas do Togo | Circunscrições eclesiásticas católicas do Togo | Circunscrições eclesiásticas católicas do Togo | Circunscrições eclesiásticas católicas do Togo |
| Circunscrição                                  | Ano de ereção                                  | Catedral                                       | Ref.                                           |
| ---------------------------------------------- | ---------------------------------------------- | ---------------------------------------------- | ---------------------------------------------- |
| Arquidiocese de Lomé                           | 1892                                           | Catedral do Sagrado Coração                    | [ 14 ]                                         |
| Diocese de Aného                               | 1994                                           | Catedral dos Santos Pedro e Paulo              | [ 15 ]                                         |
| Diocese de Atakpamé                            | 1964                                           | Catedral de Nossa Senhora da Trindade          | [ 16 ]                                         |
| Diocese de Dapaong                             | 1960                                           | Catedral de São Carlos Lwanga                  | [ 17 ]                                         |
| Diocese de Kara                                | 1994                                           | Catedral dos Santos Pedro e Paulo              | [ 18 ]                                         |
| Diocese de Kpalimé                             | 1994                                           | Catedral do Espírito Santo                     | [ 19 ]                                         |
| Diocese de Sokodé                              | 1937                                           | Catedral de Santa Teresa                       | [ 20 ]                                         |

Há também a Eparquia da Anunciação de Ibadan, sediada na Nigéria e presente em diversos países africanos, incluindo o Togo, e é voltada para os fiéis católicos que seguem o rito maronita.

## Conferência Episcopal
A reunião dos bispos do país forma a Conferência Episcopal do Togo, que foi criada em 1970. Os bispos togoleses eram membros da Conferência Episcopal Regional da África Ocidental de Língua Francesa, até sua separação em uma conferência nacional.

## Nunciatura Apostólica
A Delegação Apostólica do Togo foi criada em 1973, e elevada a Nunciatura Apostólica do Togo em 1982.

## Visitas papais
O país foi visitado pelo Papa São João Paulo II entre os dias 8 a 10 de agosto de 1985, juntamente com Costa do Marfim, Camarões, Quênia, República Centro-Africana, Zaire e Marrocos. Na cerimônia de encerramento da visita do Pontífice ele afirmou sobre a Igreja Católica togolesa:
| “ | Para todos os habitantes deste país e seus líderes, meus melhores desejos são os melhores para a paz. Não ignoro os problemas difíceis que o Togo deve resolver, como muitos países nesta área africana, para o desenvolvimento autenticamente humano; esses problemas são ainda mais graves em provações como a seca. Mas sei que o Togo é capaz de lidar com isso, mesmo com poucos recursos, em harmonia e em uma solidariedade respeitosa da dignidade das pessoas e comunidades. Desenvolvimento espiritual, justiça, paz, prosperidade — obtidos graças à cooperação de todos com solidariedade internacional e compartilhados igualmente — são as condições para um futuro feliz para todo o país e são os melhores desejos que formulo de maneira especial para o Togo. | ” |
|   | — Papa São João Paulo II na cerimônia de encerramento de sua visita ao Togo. |   |